# 서산군 (1988년 선거구)
서산군은 대한민국의 옛 국회의원 선거구이다. 당시 충청남도 서산군 지역을 관할했다.

## 역사
대한민국 제13대 국회의원 선거를 앞두고 서산군·당진군 선거구에서 분리되면서 신설되었다. 
1989년 1월 1일을 기해 서산군 서산읍이 서산시로 승격되었으며 서산군 태안읍·안면읍·고남면·남면·근흥면·소원면·원북면·이원면이 태안군으로 분리되었다. 이에 제14대 국회의원 선거를 앞두고 서산시·서산군·태안군 선거구로 개편되었다.

## 역대 국회의원
| 선거   | 정당 | 정당       | 의원   |
| ------ | ---- | ---------- | ------ |
| 1988년 |      | 통일민주당 | 박태권 |

## 역대 선거 결과

### 대한민국 제13대 국회의원 선거
|  | 34.10% |

|  | 33.01% |

|  | 26.47% |

|  | 2.90% |

|  | 2.56% |

|  | 0.93% |